# Abensberg

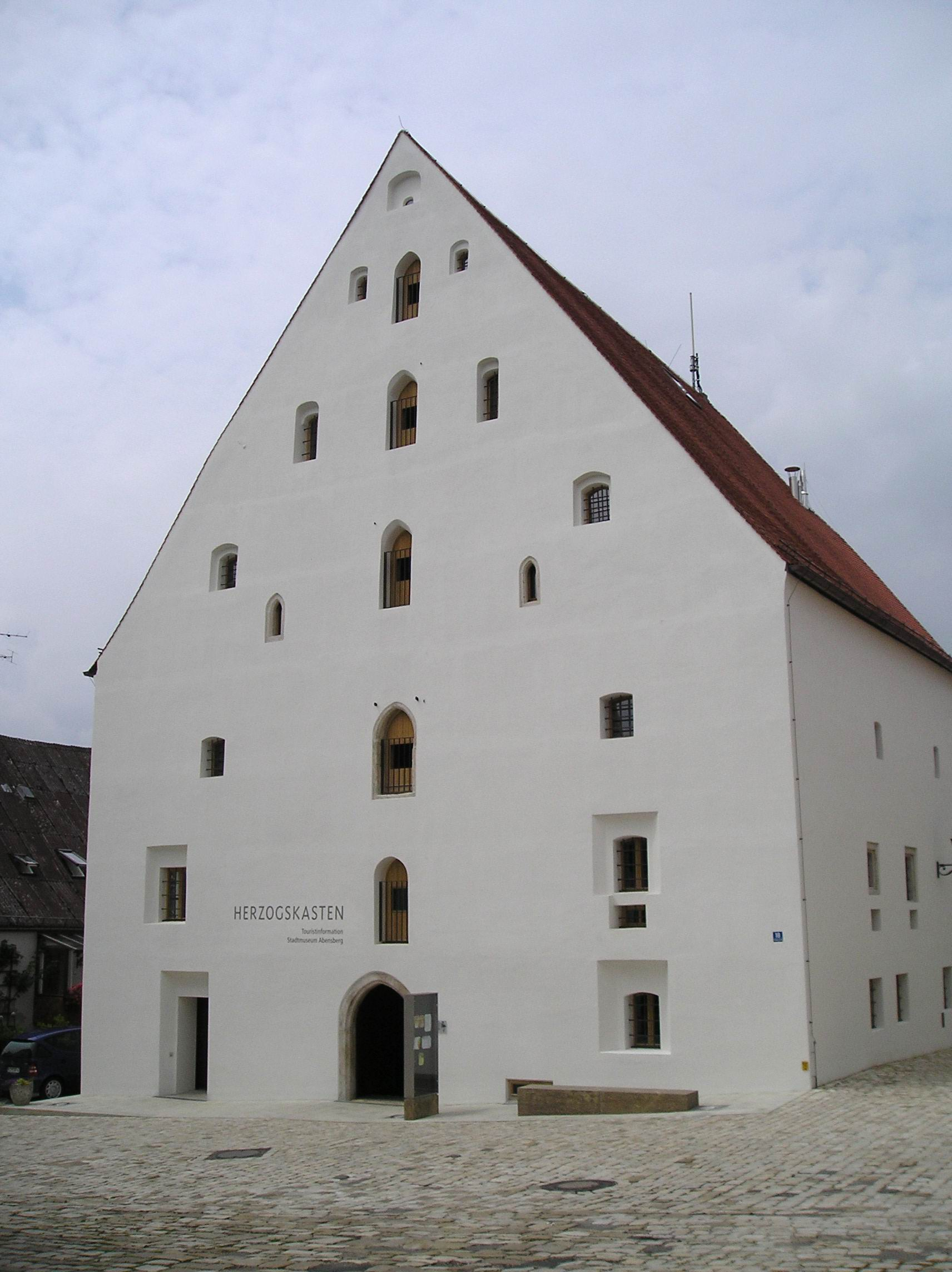
La Herzogskasten en Abensberg.

Abensberg (pronunciación en alemán: /ˈaːbn̩sˌbɛʁk/ⓘ) es una ciudad de Baviera, Alemania. Solía ser un balneario situado en el Abens, afluente del Danubio, 18 km al sudoeste de Ratisbona, con la que está conectada por tren y autopista (A93). La población en 2004 era de 12.500 habitantes aproximadamente.
Tiene un pequeño balneario, y sus baños de azufre sirven para la cura de la gota y el reumatismo. El agua no se usa más con dicho propósito. Aún existe arquitectura romana en la localidad.
Aquí, en la Batalla de Abensberg el 20 de abril de 1809, Napoleón obtuvo una señal de victoria sobre los austríacos al mando del archiduque Luis y el general Hiller. 
Abensberg es el lugar de nacimiento de Johannes Aventinus y de Stephan Agricola.
Abensberg  destaca también por la plantación de lúpulo en Hallertau y es uno de los más importantes lugares de producción de espárragos en Alemania.